# Geranomyia neavocetta
Geranomyia neavocetta är en tvåvingeart som först beskrevs av Alexander 1938.  Geranomyia neavocetta ingår i släktet Geranomyia och familjen småharkrankar.
Artens utbredningsområde är Nordkorea. Inga underarter finns listade i Catalogue of Life.